# A Marselhesa (semanário)
A Marselhesa: suplemento de caricaturas publicou-se semanalmente em Lisboa entre 28 de Novembro de 1897 e 25 de Dezembro de 1898 sob a direção de João Chagas. Tratou-se de uma publicação crítica, de carater político e panfletário, desenvolvendo “uma campanha de achincalhação do rei e do governo”, iniciada na primeira página do n.º 1 na qual se lêem estrofes da letra do hino revolucionário que assumiu como título bem como a figura feminina da República com vestido e barrete vermelhos. Além de João Chagas estão ligados a esta publicação os nomes de Teodoro Ribeiro como administrador, e Leal da Câmara como caricaturista.